# 速星村
速星村（はやほしむら）は、かつて富山県婦負郡にあった村。

## 沿革
- 1889年（明治22年）4月1日 - 町村制の施行により、婦負郡笹倉村、御門村、坪野村、砂子田村、板倉村、袋村、麦島村、海川原村、下宮ケ島村の区域の一部、下条村の区域の一部、小泉村の区域の一部、小川子村の区域の内、飛地の区域、上新川郡増田村、下轡田村及び下板倉村の区域一部の区域をもって、婦負郡速星村が発足する。村役場は笹倉に置かれた[3]。
- 1942年（昭和17年）6月1日 - 婦負郡速星村及び鵜坂村が合併して、婦負郡婦中町が発足する[4]。

## 歴代村長
出典→
1. 浅野長太郎（1889年5月 - 1892年1月27日）
2. 奥野義治（1892年2月6日 - 1893年11月7日）
3. 浅野長太郎（1893年12月15日 - 1894年4月6日）
4. 奥野義治（1894年5月9日 - 1897年3月20日）
5. 奥野義治（1897年7月 - 1898年5月25日）
6. 保科与八郎（1898年6月13日 - 1901年7月19日）
7. 五十嵐作正（1901年9月16日 - 1903年10月15日）
8. 井上恒次郎（1903年10月30日 - 1904年4月19日）
9. 成田頼定（1904年10月3日 - 1905年3月10日）
10. 五十嵐作正（1905年10月2日 - 1907年10月31日）
11. 井上豊茂（1907年11月13日 - 1911年11月12日）
12. 奥野義松（1911年11月30日 - 1919年2月20日）
13. 井上恒次郎（1919年4月4日 - 1923年4月3日）
14. 井上清孝（1923年4月24日 - 1926年3月29日）
15. 野村菊次郎（臨時代理、1926年4月29日 - 1926年6月28日）
16. 井上清孝（1926年6月28日 - 1927年5月5日）
17. 井上幸作（1926年5月12日 - 1931年5月11日）
18. 奥野義衡（1931年5月18日 - 不詳）
19. 田上精一（1932年7月1日 - 1932年12月28日）
20. 野村菊次郎（1933年4月21日 - 1937年4月20日）
21. 増田清太郎（1937年4月21日 - 1941年4月26日）
22. 安村嘉永治（1941年4月27日 - 1942年5月31日）

## 村長
- 浅野長太郎
- 井上恒次郎

## 出身著名人
- 井上清治（旧御門村出身、貴族院多額納税者議員、第七十七銀行重役。）